# Sibirocosa kolymensis
Espèce
Sibirocosa kolymensis est une espèce d'araignées aranéomorphes de la famille des Lycosidae.

## Distribution
Cette espèce est endémique de l'oblast de Magadan en Russie,.

## Description
Les mâles mesurent de 5,25 à 7,00 mm et les femelles de 6,25 à 6,85 mm.

## Étymologie
Son nom d'espèce, composé de kolym[a] et du suffixe latin -ensis, « qui vit dans, qui habite », lui a été donné en référence au lieu de sa découverte, la Kolyma.

## Publication originale
- Marusik, Azarkina & Koponen, 2004 : A survey of east Palearctic Lycosidae (Aranei). II. Genus Acantholycosa F. Dahl, 1908 and related new genera. Arthropoda Selecta, vol. 12, no 2, p. 101-148 (texte intégral).